# Лімбаді
Лімбаді (італ. Limbadi, сиц. Limbadi) — муніципалітет в Італії, у регіоні Калабрія, провінція Вібо-Валентія.
Лімбаді розташоване на відстані близько 480 км на південний схід від Рима, 70 км на південний захід від Катандзаро, 16 км на південний захід від Вібо-Валентії.
Населення — 3669 осіб (2014).
Щорічний фестиваль відбувається 27 липня. Покровитель — святий Пантелеймон.

## Демографія
Населення за роками:

Станом на 1 січня 2023 року в муніципалітеті офіційно проживало 179 іноземців з 17 країн, серед них 136 громадян країн Євросоюзу та 4 громадяни України.

## Сусідні муніципалітети
- Кандідоні
- Нікотера
- Ромбіоло
- Сан-Калоджеро
- Спілінга